# Theme Building
El Theme Building es un edificio emblemático situado en el Aeropuerto Internacional de Los Ángeles, en el barrio Westchester de la ciudad de Los Ángeles, Estados Unidos. Abrió en 1961 y es un ejemplo de la escuela de diseño influida por la arquitectura futurista conocida como "Googie" o "Populuxe."

## Arquitectura

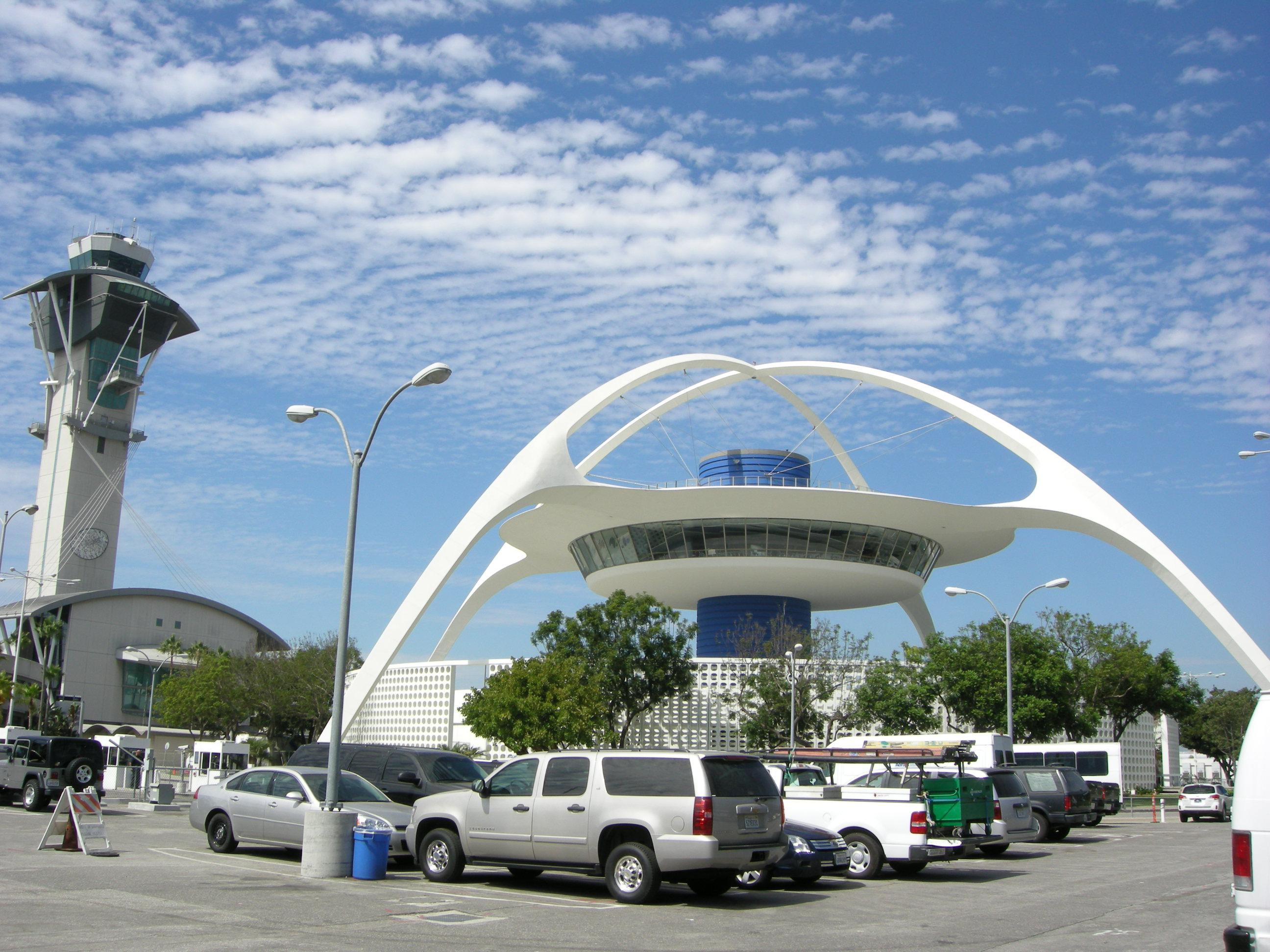
Theme Building, parte del Aeropuerto Internacional de Los Ángeles, de estilo Googie (estilo de moda desde años 1950 a años 1960)

Este característico edificio blanco parece un platillo volador que ha aterrizado con sus cuatro patas. Fue diseñado por un equipo de arquitectos e ingenieros dirigidos por William Pereira y Charles Luckman, que también incluía a Paul Williams y Welton Becket. El diseño inicial del edificio fue realizado por James Langenheim, de Pereira & Luckman.
El aspecto del edificio como una única estructura homogénea es una ilusión. Los dos arcos, que se cruzan, consisten en realidad en cuatro patas de hormigón armado que se extienden unos cinco metros sobre el suelo, y un entramado de acero hueco cubierto con estuco que compone el resto de la parte inferior y toda la parte superior de los arcos. Para no cambiar el aspecto del edificio con refuerzos visibles, el Theme Building fue equipado con un amortiguador de masa para contrarrestar movimientos sísmicos.

## Historia

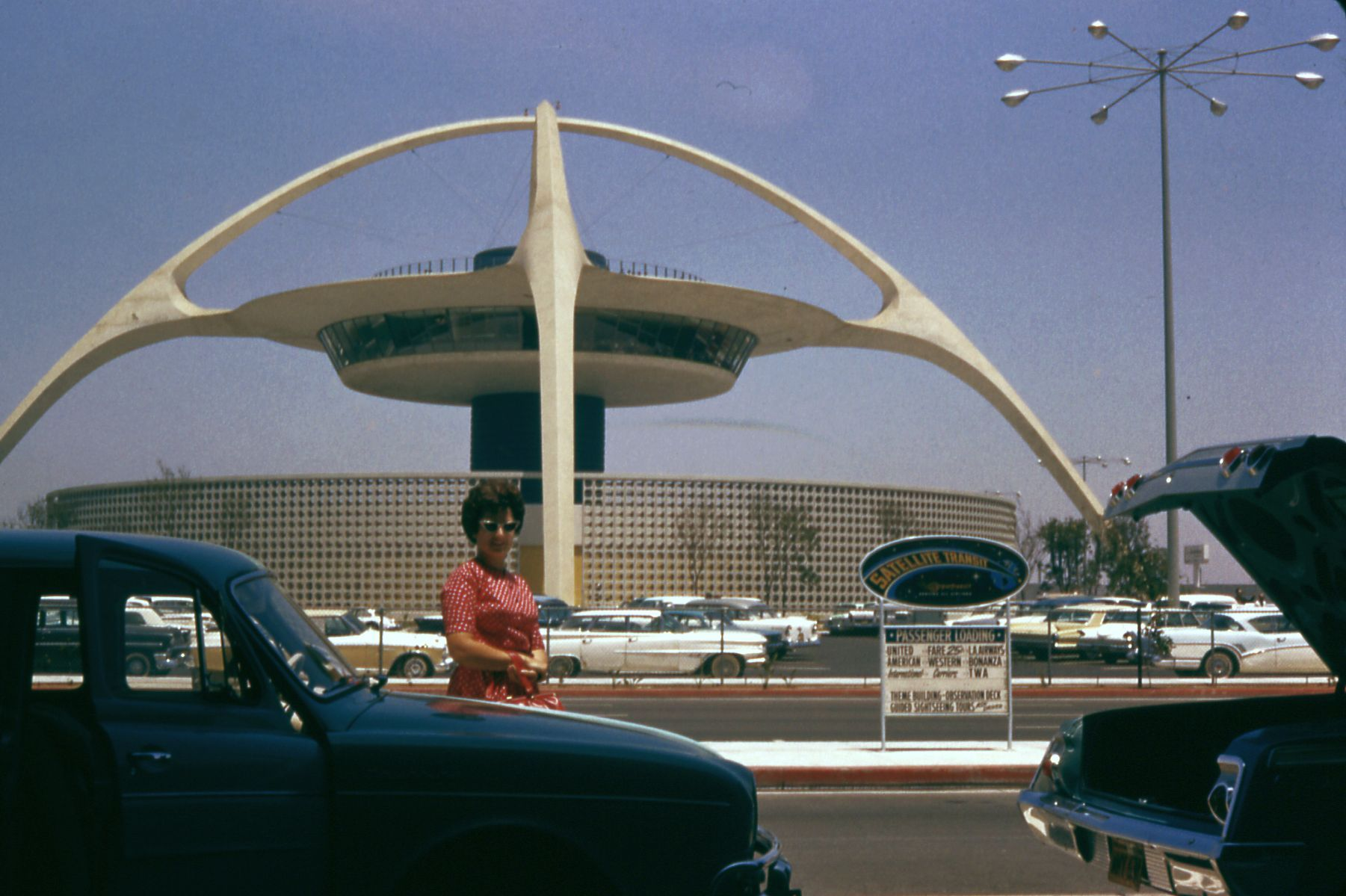
Theme Building en el año 1962

Según el diseño original del aeropuerto, realizado por Pereira & Luckman en 1959, todas las terminales y aparcamientos estaban conectados a una gran cúpula de cristal, que funcionaría como el centro de circulación. El proyecto fue reducido considerablemente, y se construyeron las terminales en otros lugares. El Theme Building se construyó posteriormente para cubrir el lugar reservado a la cúpula, como un resto del proyecto original. Inicialmente, el restaurante en la cima rotaba lentamente, dando a los comensales unas vistas de 360 grados, pero posteriormente se hizo estacionario.
El Ayuntamiento de Los Ángeles designó el edificio un monumento histórico-cultural (el número 570) en 1993. Se realizó una renovación de $4 millones, con interior retrofuturista e iluminación eléctrica diseñada por Walt Disney Imagineering, antes de que abriera el Encounter Restaurant en 1997. Los visitantes pueden subir en ascensor a la Planta de Observación del edificio, situada en la azotea del Encounter Restaurant. Tiene unas vistas de 360 grados de los aviones que llegan y salen del aeropuerto. Tras los ataques del 11 de septiembre, se cerró la Planta de Observación por seguridad. Tras una restauración de $12,3 millones completada en 2010, reabrió al público en los fines de semana desde el 10 de julio de dicho año. Además, el 9 de septiembre de 2003, se inauguró en los terrenos del edificio un memorial permanente en honor a todos los que perecieron en los ataques del 11 de septiembre.
El Encounter Restaurant cerró el 31 de diciembre de 2013 sin planes de reabrir en el futuro. Previamente había cerrado en marzo de 2007 por reparaciones después de que una pieza de estuco de media tonelada de la parte superior de los arcos se estrellara en el techo del restaurante, y reabrió el 12 e noviembre del mismo año. El restaurante era gestionado por Delaware North Companies Travel Hospitality Services. Estaba en una zona de pre-seguridad del aeropuerto.